# Основна животна намирница
Основна животна намирница или једноставно основна намирница је храна која се једе често и у таквим количинама да чини доминантан део стандардне исхране за појединца или групу становништва, обезбеђујући велики део потреба за енергијом и генерално чинећи значајан удео у уносу других хранљивих материја. Основна намирница одређеног друштва може се јести свакодневно или уз сваки оброк, а већина људи живи на исхрани заснованој на само малом броју основних намирница. Специфичне основне намирнице варирају од места до места, али су то обично јефтине или лако доступне намирнице које обезбеђују један или више макронутријента и микронутријента потребних за преживљавање и здравље: угљени хидрати, протеини, масти, минерали и витамини. Типични примери укључују житарице (жита и махунарке), семе, орашасте плодове и коренасто поврће (кртоле и корење). Међу њима, житарице (пиринач, пшеница, овас, кукуруз итд.), махунарке (сочиво и пасуљ) и кртоле (нпр. кромпир, таро и јам) чине око 90% светског уноса калорија.
Ране пољопривредне цивилизације цениле су усеве које су успоставиле као основне намирнице јер су, поред обезбеђивања неопходне исхране, генерално погодне за дуготрајно складиштење без кварења. Такве некварљиве намирнице су једине могуће основне намирнице током сезона несташице, као што су сушне сезоне или хладне умерене зиме, за које су се залихе чувале. Током сезона обиља, може бити доступан шири избор хране.

## Врсте
Основне намирнице потичу или од биљних или животињских производа који су сварљиви за људе и могу се обезбедити у значајним количинама. Уобичајене биљне основне намирнице укључују житарице (нпр. пиринач, пшеница, кукуруз, просо, јечам, овас, раж, спелта, емер, тритикале и сирак), скробне кртоле (нpr. кромпир, слатки кромпир, јам и таро) или коренасто поврће (нpr. касава, репа, шаргарепа, шведске репе), и сушене махунарке (сочиво и пасуљ). Животињске основне намирнице укључују различите врсте меса (обично стока и живина), рибу, јаја, млеко и млечни производи (нpr. сир). Остале основне намирнице укључују саго (добијен из сржи саго палме), и велике, меснате плодове (нpr. хлебовац, хлебни орах, кокос и плантане). Основне намирнице могу укључивати и прерађене прехрамбене производе (у зависности од региона) као што су маслиново уље, кокосово уље и шећер.
Генерално, основне намирнице су оне које се једу у великим количинама и које снабдевају људе енергијом, претежно у облику шећера и угљених хидрата, па су стога углавном биљног порекла, док су меса и јаја претежно протеини и масти, иако млечни производи обезбеђују све ове компоненте. Међутим, нису сва места погодна за пољопривреду, па се уместо тога може фаворизовати сточарство, јер има предност што животиње могу живети на земљишту непогодном за усеве и конзумирати локалну биљну материју која је иначе нејестива за људе, претварајући је у храну – месо, изнутрице, маст, јаја и млеко – коју људи могу јести. Животиње стога могу обезбедити основне намирнице у људској исхрани у негостољубивим екосистемима као што су пустиње, степе, тајге, тундре и планински терени. Специфични примери укључују гајење стада у регионима као што је Монголија, где се узгајају овце, прерије где су Сијукси узгајали бизоне, и Арктик, где Сами узгајају ирвасе.

## Демографија
Доминантне основне намирнице у различитим деловима света зависе од временских услова, локалног терена, пољопривредних ограничења, стечених укуса и екосистема. На пример, главни извори енергије у просечној афричкој исхрани су житарице (46%), корење и кртоле (20%) и производи животињског порекла (7%). У западној Европи, главне намирнице у просечној исхрани су производи животињског порекла (33%), житарице (26%) и корење и кртоле (4%). У Србији, основна и најважнија животна намирница је хлеб, који чини темељ традиционалне исхране и има значајан културни и социјални значај.
Већина људске популације живи на исхрани заснованој на једној или више следећих основних намирница: житарице (пиринач, пшеница, кукуруз, просо и сирак), корење и кртоле (кромпир, касава, јам и таро), и производи животињског порекла као што су месо, млеко, јаја, сир и риба. Регионалне основне намирнице укључују биљке раж, соју, јечам, овас и теф.
Само 15 биљних усева обезбеђује 90% светског уноса енергије из хране (без меса), при чему пиринач, кукуруз и пшеница чине 2/3 људске потрошње хране. Ове три намирнице су основе исхране за око 80% светске популације, а пиринач храни скоро половину човечанства.
Корење и кртоле су, у међувремену, важне основне намирнице за преко милијарду људи у земљама у развоју, чинећи отприлике 40% хране коју конзумира половина становништва подсахарске Африке. Корење и кртоле су богате угљеним хидратима, калцијумом и витамином Ц, али сиромашне протеинима. Корен касаве, на пример, главна је основна намирница у земљама у развоју, основни извор хране за око 500 милиона људи.
Са економским развојем и слободном трговином, многе земље су прешле са основних намирница ниске хранљиве вредности на оне са вишом хранљивом вредношћу, као и на већу потрошњу меса.
Неке намирнице попут киное — псеудожитарица која потиче из Анда — такође су биле основне намирнице пре више векова. Ока кртоле, улуку кртоле и амарант су друге намирнице које су могле бити историјске андске основне намирнице. Пемикан, направљен од сушеног меса и масти, био је основна намирница Индијанаца из равница Северне Америке.

## Производња
Већина основних намирница данас се производи коришћењем модерних, конвенционалних пољопривредних пракси. Међутим, производња основних намирница коришћењем метода органске пољопривреде расте.
|      |         | Светска производња, 2012. | Просечан светски принос, 2010. | Најпродуктивније земље на свету, 2012. | Најпродуктивније земље на свету, 2012. | Највећи светски произвођачи, 2013. | Највећи светски произвођачи, 2013. |
| Ранг | Усев    | (метричке тоне)           | (тоне по хектару)              | (тоне по хектару)                      | Земља                                  | (метричке тоне)                    | Земља                              |
| ---- | ------- | ------------------------- | ------------------------------ | -------------------------------------- | -------------------------------------- | ---------------------------------- | ---------------------------------- |
| 1    | Кукуруз | 873 милиона               | 5,1                            | 11,1                                   | Сједињене Америчке Државе              | 354 милиона                        | Сједињене Америчке Државе          |
| 2    | Пиринач | 738 милиона               | 4,3                            | 9,5                                    | Египат                                 | 204 милиона                        | Кина                               |
| 3    | Пшеница | 671 милион                | 3,1                            | 8,9                                    | Нови Зеланд                            | 122 милиона                        | Кина                               |
| 4    | Кромпир | 365 милиона               | 17,2                           | 45,4                                   | Холандија                              | 96 милиона                         | Кина                               |
| 5    | Касава  | 269 милиона               | 12,5                           | 34,8                                   | Индонезија                             | 47 милиона                         | Нигерија                           |
| 6    | Соја    | 241 милион                | 2,4                            | 4,4                                    | Египат                                 | 91 милион                          | Сједињене Америчке Државе          |
| 7    | Батата  | 108 милиона               | 13,5                           | 33,3                                   | Сенегал                                | 71 милион                          | Кина                               |
| 8    | Јам     | 59,5 милиона              | 10,5                           | 28,3                                   | Колумбија                              | 36 милиона                         | Нигерија                           |
| 9    | Сирак   | 57,0 милиона              | 1,5                            | 4,5                                    | Сједињене Америчке Државе              | 10 милиона                         | Сједињене Америчке Државе          |
| 10   | Плантан | 37,2 милиона              | 6,3                            | 31,1                                   | Салвадор                               | 9 милиона                          | Уганда                             |

## Обрада
Пиринач се најчешће кува и једе као цела зрна, али већина других основних житарица се меље у брашно или крупно млевено брашно које се може користити за прављење хлеба, резанаца, тестенине, каше и јела попут качамака (иако се оба могу јести као зрна или млевена у брашно). Коренасто поврће се може пасирати и користити за прављење кашастих јела као што су пои и фуфу. Махунарке (као што је наут, од којег се прави брашно од наута) и скробно коренасто поврће (као што су ризоми кане) такође се могу прерадити у брашно.

## Нутритивна вредност
Конзумиране изоловано, основне намирнице не обезбеђују пун спектар есенцијалних хранљивих материја. Болест недостатка хранљивих материја пелагра повезана је са исхраном која се првенствено састоји од кукуруза, док је болест берибери повезана са исхраном од рафинисаног белог пиринча. Скорбут може настати услед недостатка витамина Ц, познатог и као аскорбинска киселина. Један аутор је указао да на нутритивну вредност неких основних намирница негативно утичу виши нивои угљен-диоксида, као што се дешава услед климатских промена.

### Поређење 10 основних намирница
Следећа табела приказује нутритивни садржај 10 главних биљних основних намирница у сировом облику на бази суве материје како би се узеле у обзир њихове различите количине воде. Сирова зрна нису јестива и не могу се сварити, па се морају кувати, клијати или на други начин припремити за људску исхрану. У клијалом и куваном облику, релативни нутритивни и анти-нутритивни садржај сваког од ових зрна се разликује од сировог облика, као што је приказано. Кромпир се такође мора кувати, али не би требало да клија. Истакнуте вредности показују највећу густину хранљивих материја међу ових 10 основних намирница. Друге намирнице, које се конзумирају у мањим количинама, могу имати другачије густине хранљивих материја.
Шаблон:Поређење главних основних намирница

## Галерија
- Бели пиринач, куван
- Хлеб направљен од пшеничног брашна
- Тестенина
- Кускус
- Кукуруз
- Едамаме (зелена соја)
- Пасуљ кидна
- Зрна сирка и кокице од сирка
- Зрна проса
- Амарант (лево) и обичне пшеничне бобице
- Обојена киноа
- Корени касаве
- Кинески јам
- Салата од слатког кромпира
- Улуко кртоле
- Ока кртоле
- Корени тароа
- Кромпири
- Плантан и банана